# Triplan

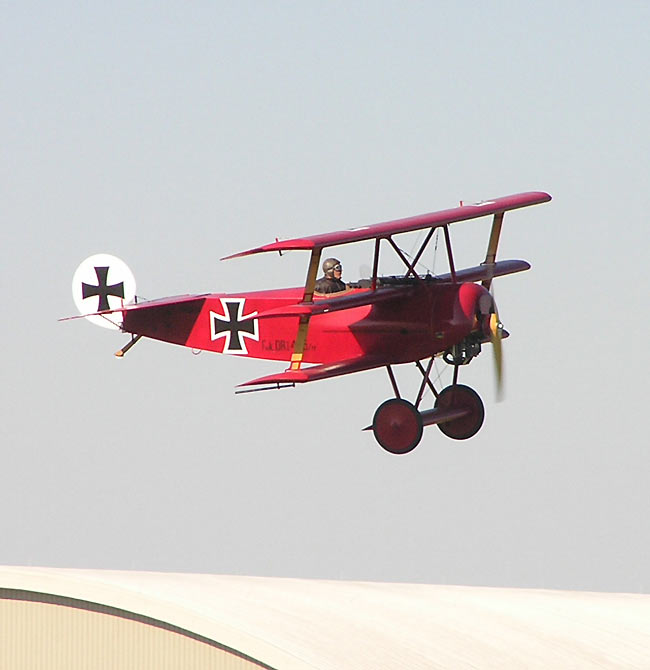
En Fokker Dr.I (modern kopia av Röde baronens flygplan).

Triplan eller tredäckare (av tyska: Dreidecker) är flygplan med tre uppsättningar vingar. De flesta triplan tillverkades i början av 1900-talet. Ett välkänt exempel är Fokker Dr.I, som användes av de tyska stridsflygarna i slutet av första världskriget.
Det extra vingparet ger ett större luftmotstånd och minskar flyghastigheten. Samtidigt bidrar vingarna till förbättrade svängprestanda, vilket ibland betyder minst lika mycket i en luftstrid.